# Рока-Коэн (станция)
Станция Рока-Коэн (яп. 芦花公園駅 рока ко:эн эки) — железнодорожная станция на линии Кэйо, расположенная в районе Сэтагая.
Станция названа по парку имени известного японского писателя Рока Такутоми, расположенному менее чем в километре от неё.

## Планировка станции
2 пути и две боковые назмные платформы.
| 1 | ■ Линия Кэйо | Тёфу ・ Кэйо-Хатиодзи ・(Линия Такао) Такаосангути ・(Линия Сагамихара) Хасимото                        |
| 2 | ■ Линия Кэйо | Мэйдаймаэ ・ Сасадзука ・ Синдзюку ・(Новая Линия Кэйо) Синдзюку ・(Линия Синдзюку) Итигая ・ Мотоявата |

## Близлежащие станции
| «                                  |  | Линия      |  | »                |
| ---------------------------------- |  | ---------- |  | ---------------- |
| Хатиманъяма                        |  | Линия Кэйо |  | Титосэ-Карасуяма |
| Rapid: не останавливается          |  |            |  |                  |
| Commuter Rapid: не останавливается |  |            |  |                  |
| Express: не останавливается        |  |            |  |                  |
| Semi-Ltd. Exp.: не останавливается |  |            |  |                  |
| Ltd. Exp.: не останавливается      |  |            |  |                  |